# Маттссон, София
София Магдалена Маттсон (швед. Sofia Magdalena Mattsson, р.11 ноября 1989) — шведская спортсменка, борец вольного стиля, чемпионка мира и Европы, победительница I Европейских игр и II в Минске.

## Биография
Родилась в 1989 году в Елливаре. В 2007 году стала бронзовой призёркой чемпионата Европы. В 2008 году стала серебряной призёркой чемпионата Европы, но на Олимпийских играх в Пекине стала лишь 12-й. В 2009 году стала чемпионкой мира. В 2010 году стала чемпионкой Европы и бронзовой призёркой чемпионата мира. В 2011 году стала серебряной призёркой чемпионата мира. В 2012 году стала серебряной призёркой чемпионата Европы, но на Олимпийских играх в Лондоне стала лишь 7-й. В 2013 году во 2-й раз стала чемпионкой Европы и серебряной призёркой чемпионата мира. В 2014 году в 3-й раз стала чемпионкой Европы и серебряной призёркой чемпионата мира. В 2015 году стала чемпионкой  I Европейских игр в Баку и серебряной призёркой чемпионата мира. В 2016 году в 4-й раз стала чемпионкой Европы.
В феврале 2020 года на чемпионате континента в итальянской столице, в весовой категории до 55 кг София в схватке за бронзовую медаль поборола спортсменку из Германии Эллен Ристерер и завоевала бронзовую медаль европейского первенства.

## Награды
- Королевская медаль Его Величества за заслуги перед шведским спортом (2024)[1]